# (4464) Vulcano
(4464) Vulcano ist ein Hauptgürtelasteroid, der am 11. Oktober 1966 von Nikolai Stepanowitsch Tschernych vom Krim-Observatorium aus entdeckt wurde.